# Tanjung Ning Simpang
Tanjung Ning Simpang is een bestuurslaag in het regentschap Empat Lawang van de provincie Zuid-Sumatra, Indonesië. Tanjung Ning Simpang telt 1579 inwoners (volkstelling 2010).